# 발다이

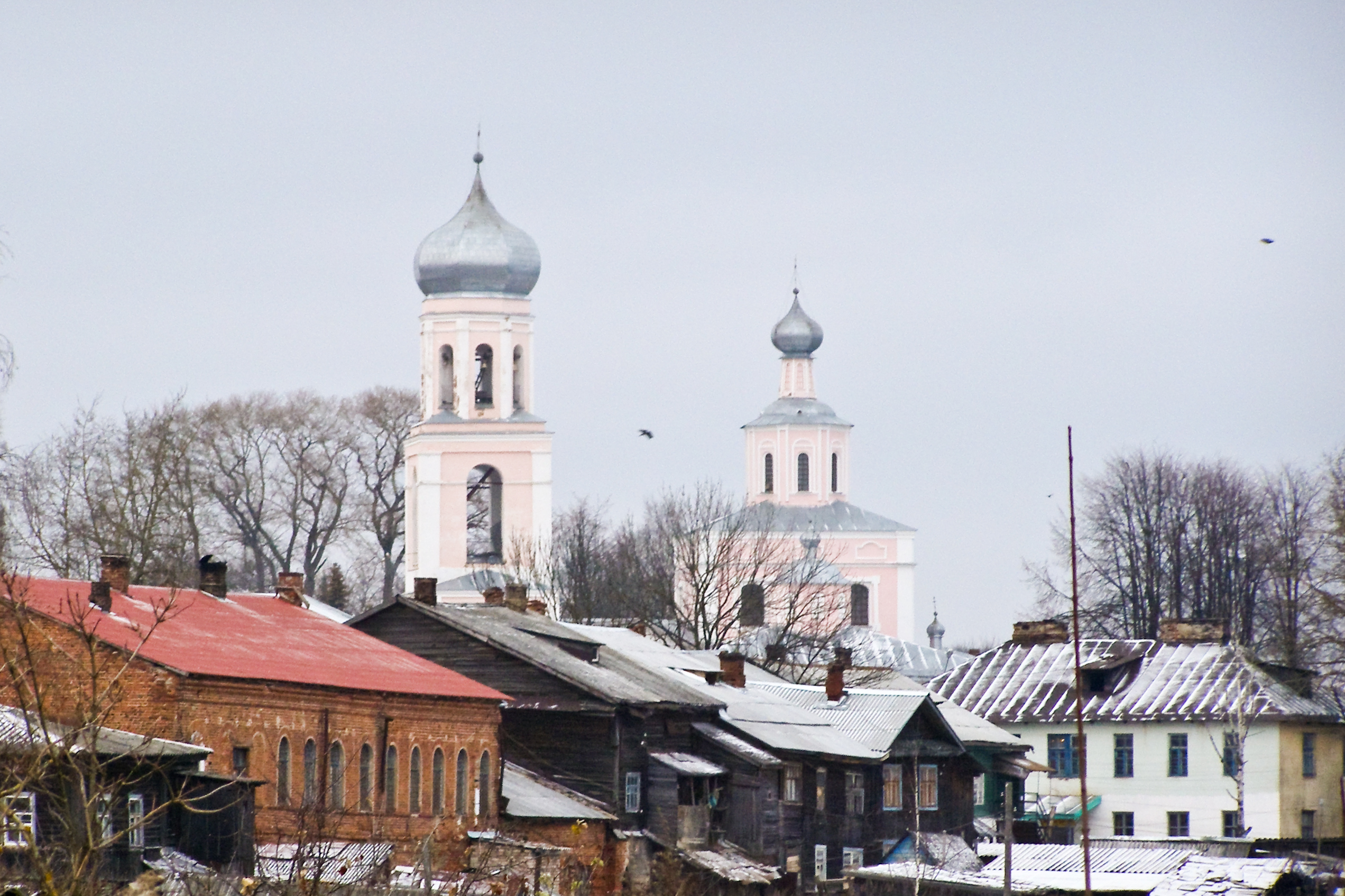

발다이(Валдай)는 노브고로드 주 발다이스키 군에 속한 도시이다.
남동쪽으로 140km지점에 벨리키노브고로드가 위치해 있고, 볼로고예 - 프스코프를 연결하는 지점에 위치해 있다.
1495년에 처음 지어졌다.